# Boehmeria australis
Boehmeria australis là loài thực vật có hoa trong họ Tầm ma. Loài này được Endl. mô tả khoa học đầu tiên năm 1833.